# Алп Арслан
Алп Арслан (перс. آلپ ارسلان) је био султан Турака Селџука (1063—1072) и нећак Тугрул бега (1037—1063). Владао је просторима данашњег Ирана, Ирака, Сирије и деловима Турске. Победом над византијском војском у бици код Манцикерта 1071. године, гурнуо је Византију у нову рунду грађанског рата, након чега је отпочела експанзију Турака у Малу Азију, који ће за непуну деценију овладати готово целокупним полуострвом, заузевши Никеју (1081) и избивши на сам Босфор.

## Живот и владавина
Арслан је рођен око 1030. године, а 1063. године постаје султан Селџука, који уз његову прећутну дозволу почињу да упадају у пограничне византијске области и пљачкају их. Већ 1064. године заузима град Ани у Јерменији, што бива пропраћено великим масакром локалног становништва, а 1067. године и Цезареју. Византијски цар Роман IV Диоген (1068—1071) је покренуо неколико војних кампања против Селџука у покушају да их сузбије из источних делова Византије. Они су се завршили без веће војне победе, пошто су Селџучки одреди избегавали директну борбу са Византинцима, али је 1070. године успео да склопи мировни уговор са Арсланом око обуставе пљачкашких упада.
Користећи се миром са Византијом, Арслан је 1071. године са војском кренуо у напад на Алепу, међутим током похода је добио извештај да се Роман на челу велике војске упутио ка Манцикерту, који је убрзо заузео. Селџучки султан је након тога обуставио даље напредовање и брзо се упутио ка централној Анадолији и језеру Ван. У његовој близини, дошло је до битке између Селџука и византијске војске. Арсланове снаге су однеле победу на Византинцима и заробиле самог Романа.
Саму битку је пресудио већи број фактора. Од дељења византијске војске на два дела непосредно пред битку, тако да се само један њен део сукобио са Селџуцима, преко преласка дела плаћеника Уза на Селџучку страну током саме битке, до издаје једног византијских заповедника. Андроник Дука, који је био Романов политички противник, командовао је резервом и у кључном тренутку је одбио да заштити позадину византијском центру, већ се повукао из битке, ширећи дезинформације да је сам Роман погинуо. Брзи селџучки коњаници су након тога са лакоћом опколили византијски центар и уништили његово десно крило, док су делови левог успели да се пробију из обруча. Додатни фактор у самој бици, била је и селџучка тактика избегавања директног сукоба са тешко оклопљеном пешадијом и коњицом Византинаца. Уместо тога, брзи селџучки коњаници су стално нападали Византинце и узмицали пред њима, покушавајући да поремете њихову дисциплину и разједине им редове.
Арслан је након битке Романа примио са одговарајућим почастима и склопио мир са њим. Међутим, услед пораза код Манцикерта, у Цариграду је дошло до преврата и нове борбе око власти у којој је Роман поражен и практично убијен, пошто је од последица ослепљивања (29.06. 1072) врло брзо умро (04.08. 1072). Сам Арслан је након Романове смрти наставио да поштује мир који је са њим склопио, али се зато локални емири нису осећали обавезнима да поштују одредбе мира и отпочели са упадима у Византију.
Сам Арлсан је 15. децембра исте године умро у Туркестану, а наследио га је син Малик шах I (1072—1092).